# Dicranota megomma
Dicranota megomma är en tvåvingeart som beskrevs av Alexander 1962. Dicranota megomma ingår i släktet Dicranota och familjen hårögonharkrankar. Inga underarter finns listade i Catalogue of Life.